# Championnat de Belgique de football de troisième division 1944-1945
Navigation
saison précédente saison suivante
Le championnat de Promotion (D3) belge 1944-1945 est annulé en raison de l'évolution du conflit mondial.
Certaines rencontres ont lieu mais la Fédération belge a tôt fait de décréter l'arrêt de la compétition.
La saison 1944-1945 du football belge n'est pas comptabilisée officiellement. Les compétitions reprennent à la fin de l'été 1945.

## Séries recomposées
Peu après la fin du Seconde Guerre mondiale en Europe, en mai 1945, certaines voix se font entendre au sein de l'URBSFA. Elles demandent le retour pur et simple à la situation de mai 1939, comme cela avait été appliqué en 1919, à la suite de la Première Guerre mondiale.
Mais à cette époque aucune compétition officielle n'avait eu lieu pendant les quatre années de guerre. Afin de ne léser aucun club, la fédération décide deux choses importantes:
- laisser monter les clubs qui aurait dû le faire pour la saison 1939-1940 (qui fut annulée).
- annuler les relégations subies durant les trois « championnats de guerre » (soit les saisons: 41-42, 42-43 & 43-44).

Les séries nationales sont ainsi recomposées et comptent jusqu'à 19 équipes.

### Clubs repêchés
Onze clubs sont « repêchés », il s'agit des dix formations reléguées lors de la saison saison 1942-1943 et de Menin, incapable de s'aligner en 1943-1944.
| Provinces                       | Montant                                       |
| ------------------------------- | --------------------------------------------- |
| Province d'Anvers               | FC Klein-Brabant, FC Wilrijk, VV OG Vorselaar |
| Province de Brabant             | SCUP Jette                                    |
| Province de Flandre-Occidentale | K. SC Meenen, Stade Mouscronnois              |
| Province de Flandre-Orientale   |                                               |
| Province de Hainaut             |                                               |
| Province de Liège               | Milmort FC, FC St-Nicolas, SRU Verviers       |
| Province de Limbourg            |                                               |
| Province de Luxembourg          | Jeunesse Arlonaise                            |
| Province de Namur               | CS Florennois                                 |

### Clubs autorisés à monter
Douze clubs sont promus depuis les séries inférieures.
| Provinces                       | Montant                                    |
| ------------------------------- | ------------------------------------------ |
| Province d'Anvers               | FC Duffel, Mol Sport                       |
| Province de Brabant             | Aarschot Sport, HO Diest                   |
| Province de Flandre-Occidentale | FC Izegem                                  |
| Province de Flandre-Orientale   | Excelsior AC St-Niklaas                    |
| Province de Hainaut             | FC Houdinois                               |
| Province de Liège               | Aywaille FC, FC Melen-Micheroux, R. Spa FC |
| Province de Limbourg            | Hasseltse VV                               |
| Province de Luxembourg          | CS Saint-Louis Athus                       |
| Province de Namur               |                                            |